# خانه کربلایی عباس عباسی
خانه کربلایی عباس عباسی مربوط به دوره افشار است و در شهرستان عشق‌آباد، روستای کلشانه واقع شده و این اثر در تاریخ ۲۸ اسفند ۱۳۸۶ با شمارهٔ ثبت ۲۲۷۶۷ به‌عنوان یکی از آثار ملی ایران به ثبت رسیده است.